# Bartolomé Palau
Bartolomé Palau (c. 1520, Burbáguena) fue un escritor aragonés que cultivó el teatro en el siglo XVI. Nació en Burbáguena (Teruel), como él mismo indica en la portada de sus obras, pero no se conoce la fecha exacta de su nacimiento, que probablemente fue a finales del siglo XV o principios de XVI, según la fecha de publicación de sus obras. 
De su vida solo se sabe que parece que fue estudiante en Salamanca, lo que puede deducirse de la portada de su ''Farsa llamada Salamantina', así como de los muchos detalles que aparecen de la vida estudiantil en dicha ciudad en la época en que fue escrita. Posteriormente alcanzó el título de bachiller, como indica en la portadas de sus obras Victoria Christi'' e Historia de la gloriosa Santa Orosia. Por último, se sabe que tomó hábitos y formó parte del clero de Zaragoza, como puede verse por su dedicatoria a Hernando de Aragón que aparece en la Victoria Christi.
Aunque tampoco se conoce la fecha en la que falleció, tuvo que ser después de 1569, año en el que se publicó su última obra conocida, Historia de la gloriosa Santa Librada.

## Obras
Se conocen cinco títulos de Bartolomé Palau, si bien solo cuatro obras han llegado hasta nuestros días. Según las dataciones de José Gómez Palazón, que no siempre coinciden con otros estudiosos anteriores, la primera de ellas fue la Farsa llamada Custodia del hombre, de 1541, que trata el tema de la redención, muy habitual en la literatura de esta época. 
En 1542 escribió la Historia de la gloriosa Santa Orosia, cuyo mérito radica principalmente en ser el primer drama nacional de asunto histórico. 
La Farsa llamada Salamantina pertenece a las habituales comedias de asunto celestinesco, como la Tesorina de Jaime de Huete o la Himenea de Torres Naharro. Su datación en 1552 la justifica Gómez Palazón por ser la fecha en la que el mismo Palau dice que transcurre “entre los estudiantes en Salamanca”. 
De 1563 es la Victoria Christi, cuyo tema ya fue muy tratado por escritores anteriores. Es la obra de Palau que ha sido editada en más ocasiones. 
Por último, tendríamos la Historia de la gloriosa Santa Librada, de 1569, de la que no se conserva ningún ejemplar, aunque son muchos los estudiosos que dan fe de su existencia.

## Ediciones (solo las realizadas a partir delsigloXX)
- PALAU, Bartolomé, Farsa llamada custodia del hombre, por Léo Rouanet, Madrid, AIH., 1911.
- PALAU, Bartolomé, Farsa llamada Salamantina, ed. De A. Morel-Fatio, BHi., II (1900), pp. 237-304.
- PALAU, Bartolomé, Historia de la gloriosa Santa Orosia, Edición, prefacio y notas de Oleh Mazur, Madrid, Playor, 1986. ISBN 84-359-0447-4
- PALAU, Bartolomé, Victoria de Christo, en colección de autos, farsas y coloquios del siglo XVI (Actos I, III y V), ed. De Léo Rouanet, París, 1901.
- PALAU, Bartolomé, Victoria de Cristo, Edición de José Gómez Palazón, Ed. Reichenberger, 1997. ISBN 3-930700-97-2